# Гринспен, Алан
Алан Гринспен (англ. Alan Greenspan; род. 6 марта 1926, Манхэттен, Нью-Йорк) — американский экономист. Председатель Совета управляющих Федеральной резервной системы США на протяжении 18,5 лет (1987—2006). Член Американского философского общества (2000). Удостоен Президентской медали Свободы (2005).

## Биография
Родился в Вашингтон-Хайтс на Манхэттене, в семье потомков еврейских иммигрантов Герберта Гринспена (из Румынии) и Роуз Голдсмит (из Венгрии, в которую её родители иммигрировали из России). Его родители развелись вскоре после рождения Алана. Отец перебрался в Бруклин, и Алан остался с матерью. Он стал воспитываться в большой семье её родственников Голдсмитов (она была младшей из пяти братьев и сестёр). Его дядя Мюррей был пианистом и под именем Марио Силва принимал участие в создании бродвейского мюзикла Song of Love, по которому позже был поставлен одноимённый голливудский фильм с Кэтрин Хепбёрн и Полом Хенрейдом. Знакомство с ним возбудило интерес к музыке в Алане: он начал играть на кларнете. Также в детстве увлекался арифметикой, его даже выставляли как счётчика на публике. Был среди увлечений и спорт — он играл в бейсбол и любил следить за статистикой игроков.
На становление как экономиста могла повлиять книга «Recovery Ahead!», написанная его отцом в 1935 году и посвящённая Алану.
Учился в George Washington High School с 1940 по 1943 год (кстати, вместе с Джоном Кемени). В 1942 году в школе стал профессиональным музыкантом в группе из шести человек, под руководством Bill Sheiner. После окончания школы не стал продолжать обучение и продолжил зарабатывать на жизнь выступлениями. Среди его коллег был известный впоследствии джазмен Стенли Гетц, благодаря которому Алан значительно усовершенствовал свою игру на саксофоне. В это время у него нашли какое-то образование в лёгких, впрочем, неопасное, однако из-за него его признали негодным к военной службе. Потом Алан перешёл в оркестр Henry Jerome, включавший нескольких известных участников — это Джонни Мандел (тромбонист, автор песни «The Shadow of Your Smile» и музыки к сериалу M*A*S*H), Стэн Леви (ударник, играл с Чарли Паркером), Ларри Риверс, Ленни Гармент (адвокат Р. Никсона).
Во время перерывов между выступлениями Алан Гринспен выделялся тем, что читал книги совсем далёкие от музыки — например, о легендах Уолл-стрита Джесси Ливерморе и Дж. П. Моргане.
Осенью 1945 года поступил в «School of Commerce, Accounts and Finance» при Нью-Йоркском университете, где учился экономике, в том числе по книге «Общая теория занятости, процента и денег» Дж. М. Кейнса. После этой школы переход в Нью-Йоркский университет был чистой формальностью, там он в 1948 году получил степень бакалавра. В 1950 году получил степень магистра экономики. Он начал подготовку к PhD в Колумбийском университете, однако получил степень только в 1970-х годах.
В октябре 1952 года женился на Джоан Митчел, историке искусства из Виннипега, Манитоба; однако они прожили вместе только около года. Алан Гринспен был активным участником кружка Айн Рэнд. В 1954 году вместе с Уильямом Таунсендом основал консалтинговую компанию «Таунсенд — Гринспен». Среди прочего предсказал спад в экономике США в 1958 году.
В 1974—1977 годах председатель Совета экономических консультантов при Президенте США. В 1981—1983 годах председатель Национальной комиссии по реформе системы социального страхования.
В 1987 году назначен председателем Совета управляющих ФРС, после отставки Пола Волкера. Боевое крещение получил через два месяца после присяги: в октябре 1987 года случился чёрный понедельник — самое большое падение фондового рынка США, возникшие вследствие его угрозы для финансовой системы были успешно преодолены в короткие сроки благодаря действиям ФРС и самого Гринспена. В 1990-х тесно сотрудничал с администрацией президента-демократа Билла Клинтона, результатом их совместной работы стал профицит бюджета в 1998—2001 годах. Всего на своём посту проработал пять сроков. Досрочно ушёл в отставку в феврале 2006 года, незадолго до своего 80-летия. По итогам своей работы написал книгу «The Map and the Territory».
Придерживался мнения, что Центробанку не следует регулировать политику в ответ на излишки финансового сектора, а вместо этого ему следует сосредоточиться на решении вызванных ими проблем. Чтобы своими выступлениями не провоцировать спекулятивные волны, Гринспен специально использовал достаточно уклончивые формулировки. Знаменитой стала его фраза, которой он несколько раз заканчивал свои брифинги:
Если вам показалось, что я выразился достаточно ясно, вероятно вы неверно меня поняли.

## Отзывы
По отзывам некоторых специалистов, например, нобелевского лауреата Пола Кругмана, Алан Гринспен — «худший глава Центробанка в мире и просто плохой человек». Так, отзываясь о его книге и работе, Кругман заявил следующее:
В своей новой книге Алан Гринспен заявляет, что, по его убеждению, он не несёт ответственности за то, что произошло в экономике США, в то время когда он руководил ФРС. Что не менее важно – это прогнозы Гринспена, которые он сделал после своего ухода из ФРС. В частности, три года назад он заявил, что “США вот-вот превратятся в Грецию”. Гринспен не только плохой экономист, он просто плохой человек, который отказывается принимать ответственность за свои ошибки и прогнозы, которые он сделал, пока был во главе ФРС США, так и после своей отставки. Он продолжает делать все, что может, чтобы сеять зло в мире.
Нассим Талеб в своей книге «Антихрупкость. Как извлечь выгоду из хаоса» отозвался о Гриспене так:
Главная причина экономического кризиса, начавшегося в 2007 году, – это ятрогения, которая была обусловлена попыткой мегахрупкодела Алана Гринспена – безусловно, главного экономического вредителя всех времен и народов, – сгладить «цикл бумов и спадов».

## Прочие факты
- Алан Гринспен в бытность председателем ФРС ввёл в оборот термин «иррациональный оптимизм», описывающий поведение инвесторов на фондовом рынке. Это произошло 5 декабря 1996 года на официальном обеде в Вашингтоне, который транслировался по телевидению[11].

- В 2007 году высказал мнение, что в ближайшие годы евро будет всё больше теснить доллар США и в недалёком будущем станет либо равноправной ему, либо основной мировой резервной валютой[12].

- Из шести президентов, с которыми работал Гринспен, самые нелестные отзывы получил Джордж Буш-младший[13].

- Отмечен Benjamin Franklin Medal (American Philosophical Society)[англ.] (1998).